# Pawło Czubynski

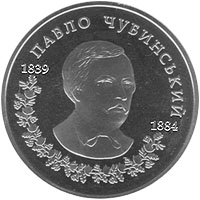
Moneta Ukrainy z wizerunkiem Pawła Czubynskiego

Pawło Płatonowycz Czubynski (ukr. Павло Платонович Чубинський; ur. 15 stycznia?/27 stycznia 1839 w Boryspolu, zm. 14 stycznia?/26 stycznia 1884 tamże) – ukraiński poeta, folklorysta i etnograf, autor słów hymnu Ukrainy.

## Życiorys
Urodził się w ubogiej rodzinie szlacheckiej. Po ukończeniu drugiego gimnazjum w Kijowie rozpoczął studia prawnicze w Petersburgu. Podczas studiów pisał dla ukraińskiego miesięcznika społeczno-politycznego i literackiego „Osnowa”. Przy tej okazji poznał m.in. Tarasa Szewczenkę i Mykołę Kostomarowa. Za działalność polityczną został usunięty z uniwersytetu. Przez jakiś czas mieszkał we wsi Ropsza na Czernihowszczyźnie. W 1861 roku obronił w Petersburgu pracę pod tytułem „Zarys ludowych zwyczajów prawnych і pojęć prawa cywilnego Małorosji” i otrzymał stopień naukowy kandydata prawoznawstwa.
Wrócił na Ukrainę, tam pisał artykuły dla kilku lokalnych czasopism. Chciał otworzyć bezpłatną szkołę dla wiejskiej młodzieży, ale nie uzyskał zezwolenia władz. Został jednym z pierwszych członków kijowskiego stowarzyszenia Hromada (należeli do niego również Wołodymyr Antonowycz, Pawło Żytecki, Tadej Rylski i inni). Wkrótce przeciw Hromadzie wszczęto śledztwo. U Czubynskiego znaleziono ulotki w języku ukraińskim. Poeta, za „szkodliwe wpływanie na umysły prostych ludzi”, został skazany na przebywanie pod dozorem policyjnym w Archangielsku. Właśnie tej feralnej jesieni 1862 roku powstały słowa pieśni „Szcze ne wmerła Ukraina”, która stała się hymnem narodowym Ukrainy. Pierwowzorem dla tekstu były słowa Mazurka Dąbrowskiego, pieśni Legionów Polskich we Włoszech, napisanej przez Józefa Wybickiego, od 1927 roku oficjalnego hymnu Rzeczypospolitej Polskiej.
W ciągu roku Czubynski trafił na wskazane miejsce, gdzie pracował najpierw jako badacz, potem sekretarz w urzędzie statystycznym, redaktor gubernialnej gazety, a w końcu urzędnik do specjalnych poruczeń przy gubernatorze.
Po siedmiu latach, w 1869 roku pozwolono mu udać się do Petersburga, а potem na Ukrainę, aby prowadził tam badania etnograficzne i demograficzne. W ciągu dwóch lat jego ekspedycja zbadała Kijowszczyznę, Wołyń, Podole, Besarabię, część Grodzieńszczyzny, okolice Mińska, Lublina i Siedlec. Materiały zebrane w czasie badań wydawano w latach 1872–1879. W 1872 roku Czubynski objął południowo-zachodni wydział Cesarskiego Towarzystwa Geograficznego w Kijowie. Ukazem emskim Aleksander II zamknął kijowski oddział Towarzystwa, zaś Czubynski i Mychajło Drahomanow otrzymali zakaz osiedlenia w guberniach ukraińskich Cesarstwa i rozkaz wyjazdu. Czubynski przeniósł się do Petersburga, Drahomanow wyemigrował do Szwajcarii. W 1877 Czubynski rozpoczął pracę w ministerstwie transportu Imperium Rosyjskiego. Wkrótce ciężko zachorował. W 1879 odszedł z pracy i dostał pozwolenie na powrót na Ukrainę. Wrócił do rodzinnego Boryspola. W następnym roku paraliż przykuł go do łóżka na resztę życia. Czubynski zmarł 26 stycznia 1884 roku.